# Orlikowski

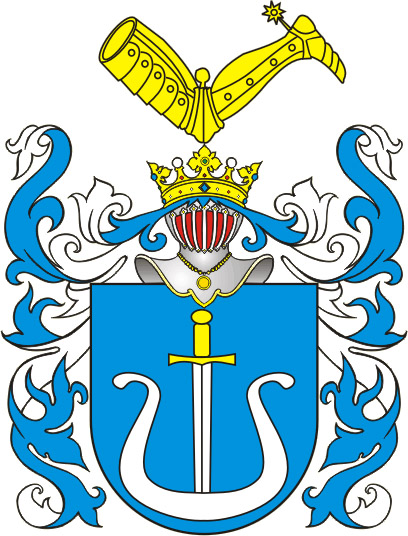
Nowina

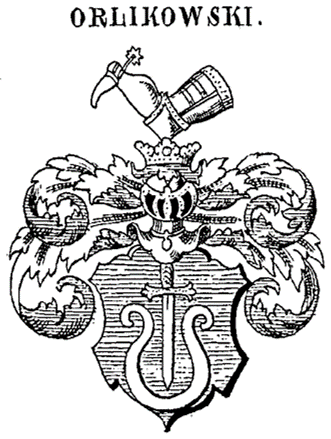
Wappen derer von Orlikowski in Siebmachers Wappenbuch

Orlikowski oder Orlikowsky ist der Name einer polnischen Adelsfamilie, die in Westpreußen ansässig war.

## Geschichte
Die Familie hatte ihren Hauptsitz in Westpreußen, wo sie Güter u. a. im Kreis Conitz und in Chelin besaß.

## Wappen
Das Geschlecht gehört der Wappengemeinschaft der Nowina an. 
Blasonierung: In Blau ein silberner gestürzter Kesselrinken, zwischen dessen Henkeln ein gestürztes blankes Schwert. Auf dem gekrönten Helm mit blau-silbernen Decken ein geharnischtes Bein mit goldenen Sporen.